# IC 782
IC 782 је спирална галаксија у сазвјежђу Дјевица која се налази на листи објеката дубоког неба у Индекс каталогу.
Деклинација објекта је + 5° 45' 59" а ректасцензија 12h 21m 36,9s. Привидна величина (магнитуда) објекта IC 782 износи 13,8 а фотографска магнитуда 14,7. IC 782 је још познат и под ознакама MCG 1-32-20, CGCG 42-43, VCC 486, NPM1G +06.0333, PGC 39962.